# 베이장 철로

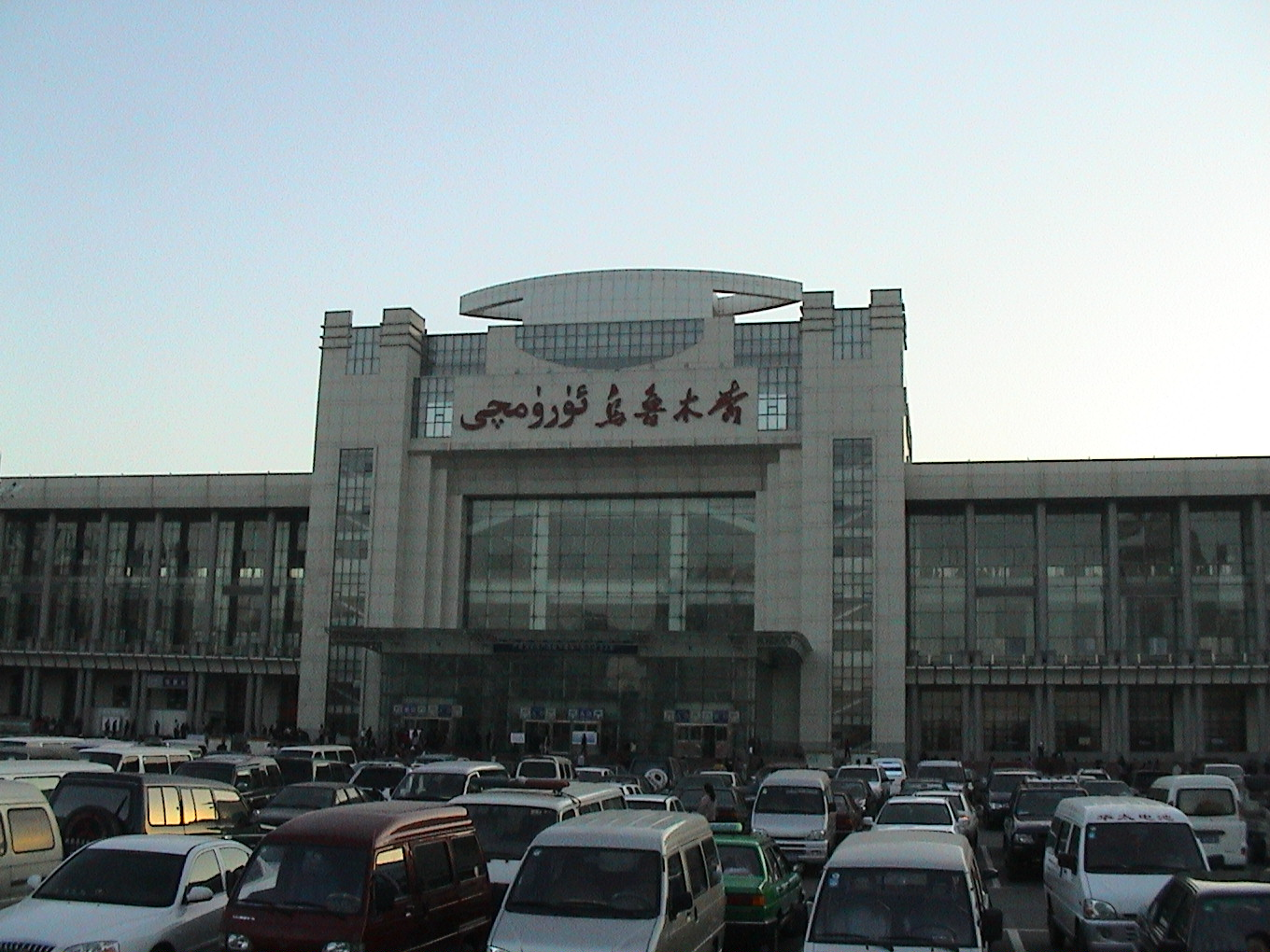

베이장 철로(중국어: 北疆铁路)는 중국 신장 위구르 자치구의 수도인 우루무치시와 카자흐스탄 국경의 아라산커우시를 잇는 철도이다. 이 철도는 길이가 460km(290마일)이며 톈산산맥의 북쪽 경사면을 따라 달리며 창지시, 후투비현, 마나쓰현, 스허쯔시, 쿠이툰시, 우쑤시, 보러시, 징허현, 아라산커우시를 포함한 중가르 분지 남부의 모든 주요 도시와 마을을 연결한다. 이 노선은 우루무치시에서 서쪽으로 란저우-신장 철도를 카자흐 국경의 튀르키스탄-시베리아 철도까지 연장하고 로테르담에서 롄윈강시까지 유라시아 횡단 철도의 한 구간을 형성한다. 이 노선은 1992년에 개통되었다. 이 노선은 소련 정부의 차관으로 부분적으로 자금을 조달했다.
우루무치시와 징허 사이의 새로운 복선 노선은 신장 북부 철도를 보완하기 위해 2009년에 건설되었다. 제2의 우루무치-징허 철도라고도 불린다.
신장 북부, 쿠이툰-베이툰, 알타이-푸윤-준동, 우루무치-중가리아 철도가 순환 고리를 형성한다.